# Estadio Reales Tamarindos
Estadio Reales Tamarindos is een stadion gelegen in Portoviejo, Ecuador. Het stadion is de thuisbasis van de voetbalclub LDU Portoviejo en wordt voornamelijk gebruikt voor voetbalwedstrijden. Het stadion heeft een capaciteit van 18.000 toeschouwers.

## Geschiedenis
Reales Tamarindos werd op 7 juni 1970 in gebruik genomen. Tijdens de Copa América 1993 werden hier twee groepswedstrijden gespeeld. In 1995 werd het stadion gebruikt voor het WK voetbal onder de 17 en in 2001 voor het Zuid-Amerikaanse kampioenschap onder 20.